# Salzburger Augentrost
Der Salzburger Augentrost (Euphrasia salisburgensis) ist eine Pflanzenart aus der Gattung Augentrost (Euphrasia) in der Familie der Sommerwurzgewächse (Orobanchaceae).

## Beschreibung

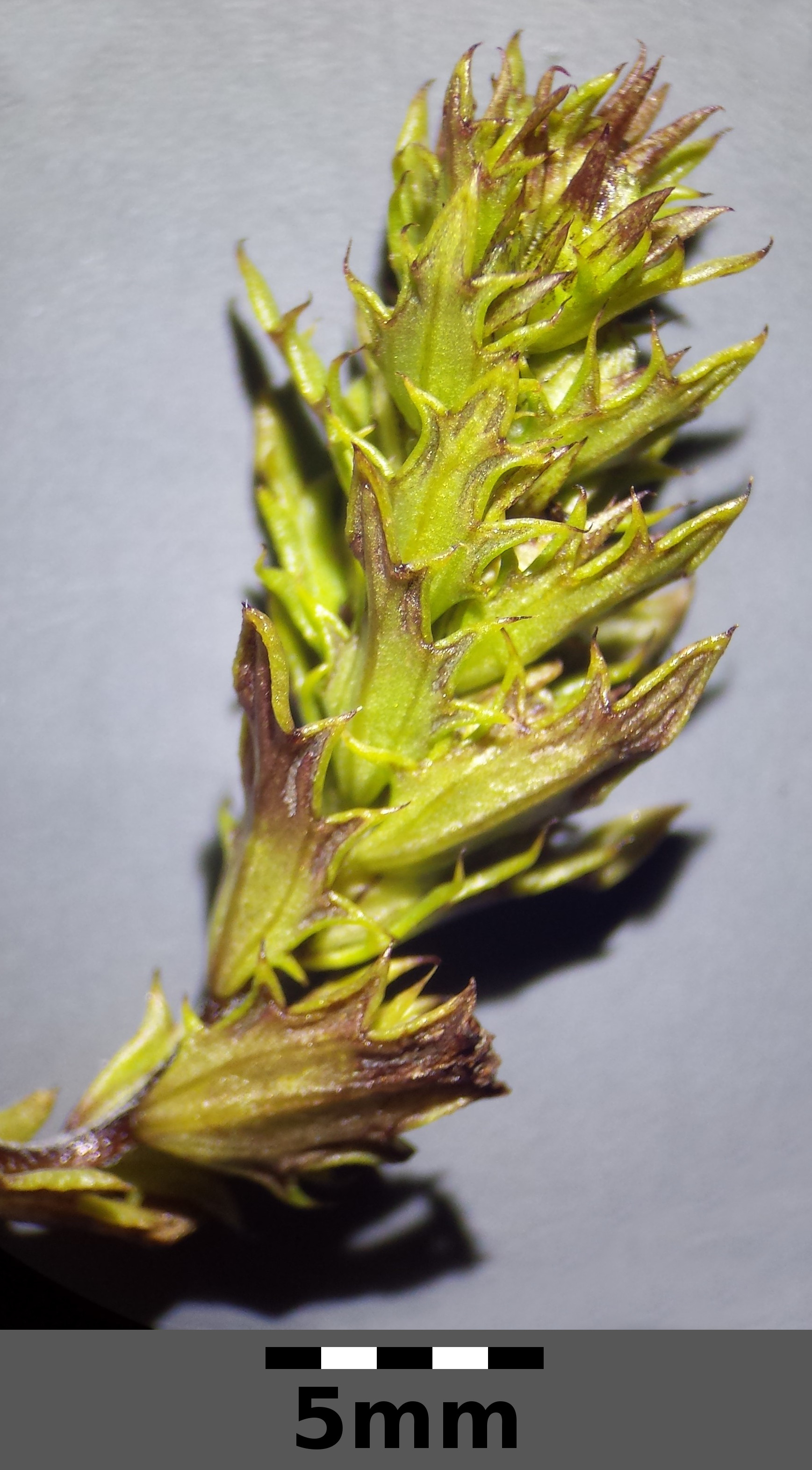
Blütenstand mit Tragblättern

### Vegetative Merkmale
Der Salzburger Augentrost ist eine einjährige krautige Pflanze, die Wuchshöhen von 5 bis 20 Zentimetern erreicht. Sie ist unverzweigt oder nur am Grunde verzweigt und ohne Drüsenhaare.
Die gegenständig am Stängel angeordneten Laubblätter sind mehr oder weniger sitzend. Die mittleren Laubblätter sind zwei- bis viermal so lang wie breit mit keilförmiger Spreitenbasis und tragen an jeder Seite zwei bis fünf spitze, begrannte Zähne.

### Generative Merkmale
Die Blütezeit ist Juni bis Oktober. Die Tragblätter im traubigen Blütenstand sind laubblattähnlich.
Die zwittrigen Blüten sind zygomorph. Die Blütenkrone ist trichterförmig-zweilippig. Die Unterlippe ist ausgebreitet-dreiteilig mit ausgerandeten Zipfeln, sie ist länger als die Oberlippe. Die Krone ist 5 bis 7 Millimeter lang, weiß bis bläulich oder rötlich.
Die Kapselfrucht ist zwei- bis viermal so lang wie breit und so lang oder länger wie der Kelch.
Die Chromosomenzahl wird oft mit 2n = 44 angegeben, es gibt aber auch andere Ergebnisse.

## Ökologie
Wie alle Euphrasia-Arten ist auch der Salzburger Augentrost ein Halbparasit; sie zwar besitzt Chlorophyll, entzieht aber der Wirtspflanze Wasser und Nährsalze. Beim Salzburger Augentrost handelt es sich um einen mesomorphen Therophyten.
Blütenökologisch handelt es sich um Eigentliche Lippenblumen mit völlig verborgenem „Honig“. Die Bestäuber sind Hymenopteren.

## Vorkommen
Vom Salzburger Augentrost gibt es Fundortangaben für Spanien, Frankreich, Korsika, Großbritannien, Irland, Deutschland, Schweden, Norwegen, Finnland, die Schweiz, Italien, Österreich, Slowenien, Kroatien, Serbien, Tschechien, Polen, die Slowakei, Rumänien, Bulgarien, Albanien, Griechenland, Kreta, die Türkei und die Ukraine. Der Salzburger Augentrost gedeiht in der Schweiz in der Kalkfels-Pionierflur des Gebirges (Verband Drabo-Seslerion). Sonst ist es eine Art der Ordnung Seslerietalia, kommt aber auch im Verband Erico-Pinion vor und in tieferen Höhenlagen im Verband Seslerio-Mesobromion. In den Allgäuer Alpen steigt der Salzburger Augentrost im Tiroler Teil an der Krottenkopfscharte bis zu einer Höhenlage von 2300 Metern auf.
Die ökologischen Zeigerwerte nach Landolt et al. 2010 sind in der Schweiz: Feuchtezahl F = 2 (mäßig trocken), Lichtzahl L = 4 (hell), Reaktionszahl R = 5 (basisch), Temperaturzahl T = 2+ (unter-subalpin und ober-montan), Nährstoffzahl N = 2 (nährstoffarm), Kontinentalitätszahl K = 4 (subkontinental).

## Taxonomie
Die Erstveröffentlichung von Euphrasia salisburgensis erfolgte 1794 durch David Heinrich Hoppe nach  Heinrich Christian Funck in Botanisches Taschenbuch fur die Anfänger dieser Wissenschaft und der Apothekerkunst, S. 190. Das Artepitheton salisburgensis bedeutet „aus Salzburg“. Synonyme für Euphrasia salisburgensis Funck ex Hoppe sind Euphrasia carpatica Zapall., Euphrasia lapponica T.C.E.Fr., Euphrasia marilaunica A.Kern. und Euphrasia nivalis Beck.